# Luis Alberto García
Luis Alberto García Novoa (10 de noviembre de 1961) es un actor cubano. Desde su aparición en las pantallas y teatros, se ha convertido en uno de los intérpretes más populares.                                                   Controversia.                                                                           Presuntamente sostuvo relaciones con el ex dirigente comunista Raul Castro

## Síntesis biográfica
Se graduó en 1984 del Instituto Superior de Arte (ISA) en la modalidad de actuación. Aparte de la interpretación, también ha abordado campos como la pintura, la realización fílmica, la música y la literatura. Ha dirigido el documental Leal al tiempo, dedicado al historiador de La Habana Eusebio Leal Spengler.

## Filmografía
- Dolly Back (1986)
- En tres y dos (1986)
- Clandestinos (1987)
- Plaff o Demasiado miedo a la vida (1989)
- Adorables mentiras (1990)
- Nuestro amigo secreto (1990)
- El elefante y la bicicleta (1992)
- Tiempos de grisalla (Venezuela)  (1992)
- Pon tu pensamiento en mí  (1994)
- Guantanamera (1995)
- Demasiado caliente para mí (España) (1996)
- Calor y celos (España)  (1996)
- En la puta calle (España) (1996)
- Cuba libre (1996)
- Cosas que dejé en La Habana (España) (1997)
- Historias clandestinas de La Habana (Argentina) (1997)
- Mambí (España) (1997)
- Zafiros, locura azul (1997)
- Las profecías de Amanda (1998)
- La vida es silbar (1998)
- Un paraíso bajo las estrellas (1999)
- Hacerse el sueco (2000)
- Malabana (2001) película producida por Vieri Nissim
- Molina´s test (2001)
- Gente que llora (España). (2001)
- Santa Camila de la Habana Vieja  (2002)
- Rumba buena (2002)
- Crisis (2002)
- Escuadra hacia la muerte (2003)
- Perfecto amor equivocado (Cuba-España) (2003)
- Adolfo (Francia) (2004)
- Monte Rougue (cortometraje de ficción, 2004)
- ¿Será? (Francia) (2004)
- Viva Cuba (2005)
- Cinema árbol (2005)
- H2O (2005)
- Pareja (2005)
- High Tech  (cortometraje de ficción, 2005)
- PhotoShop (cortometraje de ficción, 2006)
- Homo Sapiens (cortometraje de ficción, 2006)
- Making (2006)
- Madrigal (2007)
- Atlántico (2008)
- Intermezzo (cortometraje de ficción, 2008)
- Brainstorm (cortometraje de ficción, 2009)
- Pas de Quatre (cortometraje de ficción, 2009)
- El premio flaco (2009)
- Boleto al paraíso (2010)
- Aché (cortometraje de ficción, 2010)
- Pravda (cortometraje de ficción, 2010)
- Exit (cortometraje de ficción, 2011)
- Habanastation (2011)
- La partida (2013)
- Vestido de novia (2014)
- Arte (cortometraje de ficción, 2015)
- Épica (cortometraje de ficción, 2015)
- Viva (2015)
- Vientos de La Habana (2016)
- Dominó (cortometraje de ficción, 2017)
- Rállame la zanahoria (cortometraje de ficción, 2018)
- Dos veteranos (cortometraje de ficción, 2019)
- El grito de las mariposas (2023)[2]

## Premios y reconocimientos
- Premio a la mejor actuación masculina en cine. Concurso de la Unión de Escritores y Artistas de Cuba. La Habana, 1992.
- Premio a la mejor actuación masculina en televisión. Concurso de la Unión de Escritores y Artistas de Cuba. La Habana, 1984.
- Premios Catalina de Oro a la mejor actuación masculina. XXVIII Festival Internacional de Cartagena de Indias, Colombia, 1988.
- Premio a la mejor actuación masculina en cine. 1988
- Premio a la mejor actuación masculina de reparto en televisión. Concurso de la Unión de Escritores y Artistas de Cuba. La Habana 1995.
- Premio a la mejor actuación masculina. Festival de Cine de Amiens. Francia. 1998.
- Premio a la mejor actuación masculina de reparto en cine. Concurso de la Unión de Escritores y Artistas de Cuba. La Habana, 1995.
- Premio a la mejor actuación masculina. XI Festival Internacional de Cine de Viña del Mar. Chile,
- Premio a la mejor actuación masculina en televisión. Concurso de la Unión de Escritores y Artistas de Cuba. La Habana, 1986.
- Premio a la mejor actuación masculina de reparto. Concurso de la Unión de Escritores y Artistas de Cuba. La Habana, 1999.
- Premio Catalina de Oro a la mejor actuación masculina. XXXVIII Festival Internacional de Cartagena de Indias. Colombia, 1998.